# Tantilla miyatai
Tantilla miyatai este o specie de șerpi din genul Tantilla, familia Colubridae, descrisă de William M. Wilson și Knight 1987. Conform Catalogue of Life specia Tantilla miyatai nu are subspecii cunoscute.